# Jean IV de Melun
 Jean de Melun  né vers 1396, décédé le 15 février 1484, fut un officier bourguignon du XVe siècle, gouverneur de Gand.

## Biographie
Il était le fils aîné de Hugues Ier et de Béatrix de Beaussart et le petit fils de Jean Ier de Melun ; vicomte de Melun, seigneur d'Antoing, d'Épinoy, de Rosny, de Beaussart et de Sottegem, il fut conseiller et chambellan du duc de Bourgogne, gouverneur de Douai, fait chevalier de la Toison d'or en 1432. 
Il épousa en 1419 en premières noces Jeanne de Luxembourg († 1420), fille de Jean II de Luxembourg.
Puis, en 1421, en secondes noces, Jeanne d’Abbeville et eurent :
- Jean V. († 25 octobre 1513), connétable de Flandre; ∞ Marie de Saarbrücken-Roucy, fille de  Robert de Saarbrücken-Commercy, comte de  Roucy
- Philippe († 1450); ∞ 1441 Thibaut de Luxemburg-Ligny, seigneur de Fiennes († 1477).
- Hélène († 25 juillet 1473); ∞ 1454 Charles d’Artois, comte d’Eu († 1472).

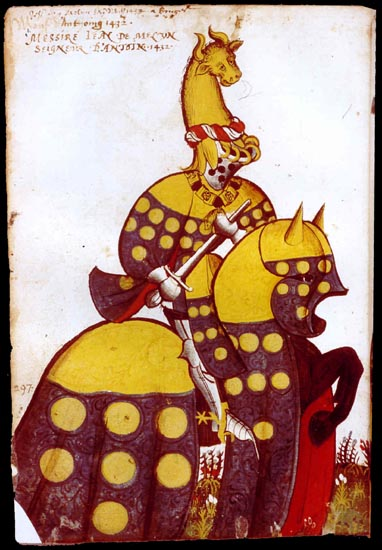
En tenue de chevalier de la Toison d'Or.
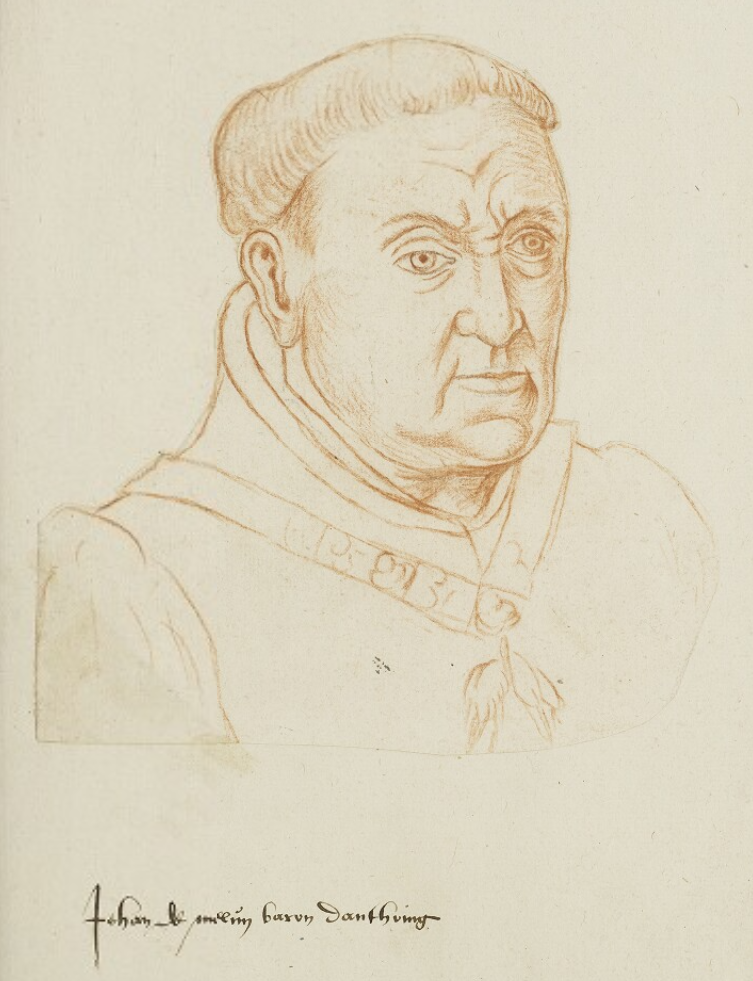
Portrait de Jean de Melun tiré du Recueil d'Arras.
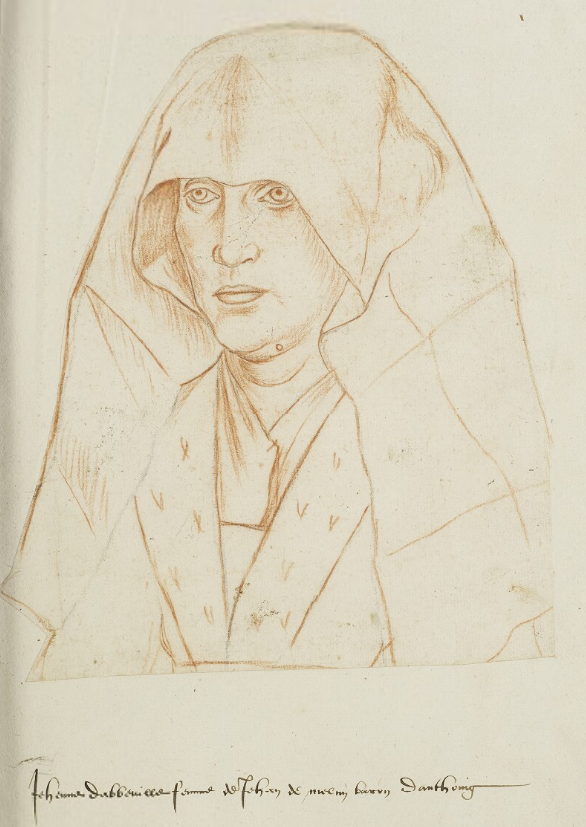
Portrait de sa femme, Jeanne d'Abbeville, tiré du même Recueil.

## Armoiries
Il porte les armes des Luxembourg et des Baux.
| Figure | Blasonnement                                                  |
|        | D'azur, à sept besants d'or posés 3, 3 et 1, au chef du même. |